# Фана (Порденоне)
Фана (итал. Fanna) је насеље у Италији у округу Порденоне, региону Фурланија-Јулијска крајина.
Према процени из 2011. у насељу је живело 1500 становника. Насеље се налази на надморској висини од 263 м.

## Становништво
Према резултатима пописа становништва 2011. у општини је живело 1.556 становника.
| 1936. | 1951. | 1961. | 1971. | 1981. | 1991. | 2001. | 2011. |
| ----- | ----- | ----- | ----- | ----- | ----- | ----- | ----- |
| 1.777 | 2.401 | 1.895 | 1.406 | 1.479 | 1.462 | 1.516 | 1.556 |